# روان‌پریشی زمین بازی
«روان‌پریشی زمین بازی» (به انگلیسی: Playground Psychotics) آلبومی از هنرمند اهل ایالات متحده آمریکا فرانک زاپا است که در سال ۱۹۹۲ میلادی منتشر شد.